# Julija Diemina
Julija Wiktorowna Diemina, ros. Юлия Викторовна Дeмина (ur. 3 lutego 1969 w Swierdłowsku) – rosyjska szachistka, arcymistrzyni od 1991, sędzia klasy międzynarodowej (FIDE Arbiter) od 2007 roku.

## Kariera szachowa
Pierwszy znaczący sukces odniosła w 1987 r. w Soczi, gdzie samodzielnie zwyciężyła w silnie obsadzonym kołowym turnieju, wyprzedzając m.in. Jelenę Achmyłowską, Alisę Gallamową, Ainur Sofiewą i Irinę Lewitinę). W pierwszych latach 90. XX wieku należała do szerokiej światowej czołówki. W latach 1990, 1991 i 1993 trzykrotnie uczestniczyła w turniejach międzystrefowych (eliminacji mistrzostw świata), najlepszy wynik uzyskując w 1990 r. Kuala Lumpur, gdzie podzieliła V-VI miejsce (wspólnie z Anną Achszarumową). W latach 90. należała również do ścisłej czołówki rosyjskich szachistek. W 1992 r. wystąpiła w narodowym zespole na szachowej olimpiadzie w Manili, jak również na drużynowych mistrzostwach Europy w Debreczynie (w obu tych przypadkach na najtrudniejszej I szachownicy). W latach 1995 (w Eliście) i 1999 (w Moskwie) dwukrotnie zdobyła tytuł indywidualnej mistrzyni Rosji. W 1999 ponownie uczestniczyła w DME (również na I szachownicy). W 2000 r. zakwalifikowała się do pucharowego turnieju o mistrzostwo świata, rozegranego w New Delhi. W pierwszych dwóch rundach wyeliminowała Zahirę El Ghabi oraz Maritzę Arribas Robainę, ale w III przegrała z Peng Zhaoqin i odpadła z dalszej rywalizacji. W 2001 r. w mistrzostwach Rosji podzieliła II-III m. (za Olgą Ziminą, wspólnie z Jekatieriną Korbut), natomiast w 2003 r. w kolejnym finale zdobyła medal brązowy. W 2008 r. zwyciężyła (wspólnie z Walentiną Sołowiową i Tatjaną Mołczanową) w memoriale Ludmiły Rudenko w Sankt Petersburgu.
Najwyższy ranking w karierze osiągnęła 1 lipca 1991 r., z wynikiem 2405 punktów dzieliła wówczas 14-15. miejsce (wspólnie z Jeleną Donaldson-Achmyłowską) na światowej liście FIDE, jednocześnie zajmując 7. miejsce wśród radzieckich szachistek.